# Space City 300 1971
Space City 300 1971 var ett stockcarlopp ingående i Nascar Winston Cup Series (nuvarande Nascar Cup Series) som kördes 23 juni 1971 på den 0,5 mile (805 m) långa ovalbanan Meyer Speedway i Houston i Texas. Totalt avverkades 150 miles (241,402 km) fördelat på 300 varv. Banunderlaget var asfalt. Loppet vanns av Bobby Allison i en Dodge på tiden 2:02.28 körande för det egna stallet Bobby Allison Motorsports. Allisons snitthastighet uppgick till 73,489 mph. Han var vid målgång ensam förare på ledarvarvet, två varv före tvåan James Hylton. Det var Allisons 24:e vinst av totalt 85 i karriären. Prispotten uppgick till 9 770 dollar, varav 2 200 dollar gick till segraren. 

## Resultat
| Plc     | Nr | Förare          | Team/ bilägare            | Konstruktör | Start | Varv | Ledda varv |
| ------- | -- | --------------- | ------------------------- | ----------- | ----- | ---- | ---------- |
| 1       | 12 | Bobby Allison   | Bobby Allison Motorsports | Dodge       | 1     | 300  | 253        |
| 2       | 48 | James Hylton    | Hylton Engineering        | Ford        | 14    | 298  | 9          |
| 3       | 30 | Walter Ballard  | Ballard Racing            | Ford        | 11    | 292  | 0          |
| 4       | 64 | Elmo Langley    | Langley-Woodfield Racing  | Mercury     | 3     | 290  | 0          |
| 5       | 36 | Frank Warren    | Warren Racing             | Pontiac     | 5     | 289  | 0          |
| 6       | 24 | Cecil Gordon    | Gordon Racing             | Mercury     | 7     | 286  | 0          |
| 7       | 43 | Richard Petty   | Petty Enterprises         | Plymouth    | 2     | 279  | 38         |
| 8       | 19 | Henley Gray     | Gray Racing               | Ford        | 10    | 270  | 0          |
| 9       | 77 | Charlie Roberts | Roberts Racing            | Ford        | 8     | 254  | 0          |
| 10      | 70 | J.D. McDuffie   | McDuffie Racing           | Mercury     | 6     | 249  | 0          |
| 11      | 8  | Ed Negre        | Ed Negre Racing           | Ford        | 4     | 239  | 0          |
| 12      | 00 | Ronnie Chumley  | Ronnie Chumley            | Ford        | 12    | 136  | 0          |
| 13      | 14 | Fred Hill       | i.u.                      | Ford        | 9     | 116  | 0          |
| 14      | 3  | Pete Arnold     | i.u.                      | Ford        | 13    | 58   | 0          |
| Källor: |    |                 |                           |             |       |      |            |